# Kruistafel

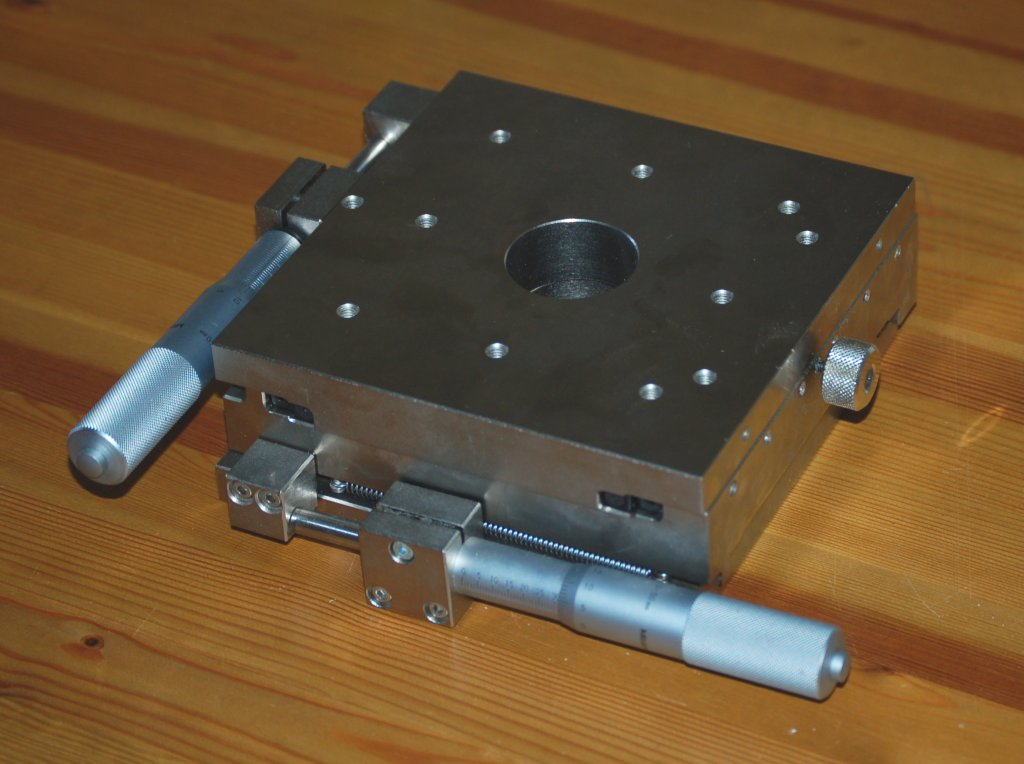
Een precisiekruistafel met micrometerschroeven in beide richtingen

Een kruistafel is een in twee richtingen beweegbare tafel die gebruikt wordt in robots, tafelboren of andere machines.
Kruistafels worden ook gebruikt in microscopen om het preparaat te bewegen.